# Cấy ghép mặt
Cấy ghép mặt là một quy trình y tế để thay thế tất cả hoặc một phần khuôn mặt của một người bằng cách sử dụng mô từ một người hiến tặng. Ghép mặt một phần đầu tiên trên thế giới trên một con người sống được thực hiện tại Pháp vào năm 2005. Việc cấy ghép toàn bộ khuôn mặt đầu tiên trên thế giới đã được hoàn thành tại Tây Ban Nha vào năm 2010. Thổ Nhĩ Kỳ, Pháp, Hoa Kỳ và Tây Ban Nha (theo thứ tự tổng số ca ghép mặt thành công được thực hiện) được coi là những nước dẫn đầu trong nghiên cứu về thủ tục này.

## Người được ghép mặt
Những người có khuôn mặt bị biến dạng bởi chấn thương, bỏng, bệnh tật, hoặc dị tật bẩm sinh có thể được hưởng lợi về mặt thẩm mỹ từ thủ thuật này. Giáo sư Peter Butler tại Bệnh viện Hoàng gia miễn phí lần đầu tiên đề xuất phương pháp này trong điều trị những người bị biến dạng khuôn mặt trong một bài báo Lancet vào năm 2002. Đề xuất này đã gây ra những cuộc tranh luận đáng kể vào thời điểm liên quan đến đạo đức của thủ tục này.
Một thay thế cho cấy ghép khuôn mặt là tái tạo mặt, thường liên quan đến việc di chuyển da của chính bệnh nhân từ lưng, mông, đùi hoặc ngực lên mặt trong một loạt phẫu thuật có thể tới con số 50 phẫu thuật khác nhau để lấy lại thậm chí một phần chức năng, và khuôn mặt sau khi phẫu thuật thường được ví như mặt nạ hoặc tấm chăn linh động.